# MG TA
MG TA Midget – samochód sportowy produkowany przez brytyjska firmę MG w latach 1934–1936. Wyposażony był on w otwarte nadwozie i składany dach. Samochód był napędzany przez silnik o pojemności 0,9 l. 

## Dane techniczne
- Silnik: R4 0,9 l (939 cm³)
- Układ zasilania: b.d.
- Średnica × skok tłoka: b.d.
- Stopień sprężania: b.d.
- Moc maksymalna: 35 KM (26 kW)
- Maksymalny moment obrotowy: b.d.
- Prędkość maksymalna: b.d.